# Polyplax hoogstraali
Polyplax hoogstraali är en insektsart som beskrevs av Johnson 1960. Polyplax hoogstraali ingår i släktet Polyplax och familjen ledlöss. Inga underarter finns listade i Catalogue of Life.